# Росси, Жак
Жак Росси (фр. Jacques Rossi, имя при рождении Францишек Ксаверий Хейман (нем. Franciszek Ksawery Heyman), 10 октября 1909, Бреслау — 30 июня 2004, Париж) — польско-французский коммунист, заключённый ГУЛАГа.

## Биография
Родился в 1909 в Бреслау. В 1920 году переехал с семьёй в Варшаву. В 1927 году вступил в Коммунистическую партию Польши. В 1928 году арестован польскими властями и приговорён к девяти месяцам заключения, освобождён после шести месяцев в тюрьме.
В 1930—1936 годах выполнял поручения Коминтерна, работая в качестве курьера и переезжая по разным странам. В 1937 году — агент по связи с испанскими республиканцами в городе Вальядолиде, который с первого дня военного мятежа был одним из его центров.
В ноябре 1937 года вызван в СССР, где арестован и осуждён как «французский и польский шпион» по статье 58, часть 6. С 1939 года по 1947 год отбывал наказание в Норильлаге. В 1947 году освобождён из лагеря, но с запретом покидать Норильск. Работал переводчиком, геологическим техником, фотографом. В 1949 году снова арестован и повторно осуждён на 25 лет заключения по обвинению в шпионаже. Находился в заключении в Александровском централе, в 1955 году переведён во Владимирский централ.
В октябре 1956 года освобождён. Жил в Подмосковье, затем выслан в Самарканд, где жил в 1959—1961 годах. В 1961 году выехал в ПНР. В 1964—1977 годах преподавал французский язык в Варшавском университете. В 1978 году жил в Японии, а в 1979—1985 — в США.
С 1985 года постоянно жил во Франции. В 1990 году получил французское гражданство.
Умер в 2004 году.
Автор словаря-справочника по ГУЛАГу, первоначально написанного на русском и впоследствии переведённого на английский, французский, чешский и японский языки.

## Сочинения
- Росси Ж. Справочник по ГУЛАГу. В двух частях. Издание 2-е, дополненное / Текст проверен Натальей Горбаневской. — М.: Просвет, 1991. — (Преступление и наказание в мировой практике). — ISBN 5-86068-008-2.
- Jacques Rossi, Sophie Benech, Qu’elle était belle cette utopie: chroniques du Goulag, illustrées par l’auteur, Paris: Cherche Midi, 2000, 234 pp, ISBN 2-86274-777-7, ISBN 978-2-86274-777-4
- Росси Ж., Сард М. Жак-француз. В память о ГУЛАГе. М.: НЛО. 2019. 217 с.

## Комментарии
1. ↑  В документах, связанных с арестом и заключением использовалось отчество Робертович.